# ساموئل جی. پاتر
ساموئل جی. پاتر (به انگلیسی: Samuel J. Potter) سناتور سابق عضو حزب دموکرات-جمهوری‌خواه بود. وی در سال ۱۸۰۳ تا ۱۸۰۴ میلادی سناتور ایالت رود آیلند در سنای ایالات متحده آمریکا بود.